# Gerrit Johannis Geysendorffer
Gerrit Johannis Geysendorffer (eller Geijsendorpher), född 1892 i Sliedrecht, död 26 januari 1947 på Kastrups flygplats, var en pilot på det nederländska flygbolaget KLM.
Geysendorffer gjorde sig i slutet av 1920-talet känd för KLM:s pionjärlångflygningar mellan Nederländerna och Nederländska Indien (nutida Indonesien). Han var kapten på den DC-3 som vid flygolyckan på Kastrup den 26 januari 1947 orsakade samtliga 22 ombordvarande människors död, däribland Sveriges tronarvinge Gustaf Adolf.